# Куценко, Яков Григорьевич
Я́ков Григо́рьевич Куце́нко (22 ноября 1915, Киев, Российская империя — 13 августа 1988, Киев, Украинская ССР, СССР) — украинский советский спортсмен штангист-тяжеловес и тренер. Заслуженный мастер спорта СССР (1940), заслуженный тренер СССР. Отличник физической культуры (1947).
Одиннадцать раз был чемпионом УССР (1936—1938, 1940—1941, 1944—1945, 1947—1949 и 1955 годах). Четырнадцать раз становился чемпионом СССР (1937—1940 и 1943—1952 годах). Двукратный чемпион Европы (1947, 1950). Установил 53 всесоюзных рекорда из которых 13 превышали официальные мировые рекорды, включая 4 официальных  рекорда Мира в толчке. 
Чемпион III Летней Рабочей Олимпиады в Антверпене (1937). Знаменосец сборной СССР на церемонии открытия первых для неё летних Олимпийских игр 1952 года в Хельсинки.

## Биография
В 1936 году выиграл свой первый чемпионат Украины в Ирмино в полутяжёлом (тогда — до 82,5 кг) весе. С 1937 года выступал в тяжёлом весе.
В 1937 году победил рекордсмена СССР Серго Амбарцумяна на чемпионате СССР в Тбилиси.
В 1938 году первым среди штангистов СССР преодолел 400-килограммовый рубеж в троеборье — 410 кг.
С 1954 по 1963 был старшим тренером сборной СССР.
Похоронен на Байковом кладбище в Киеве.
Отец киноредактора и сценаристки Светланы Куценко (1940—2017).

## Награды
- орден Трудового Красного Знамени (27.04.1957) — «за успехи, достигнутые в деле развития массового физкультурного движения в стране, повышения мастерства советских спортсменов, и успешное выступление на международных соревнованиях»
- Медаль «За трудовую доблесть» (16.09.1960) — за успешные выступления в XVII летних и VIII зимних Олимпийских играх 1960 года, а также за выдающиеся спортивные достижения[2]

## Публикации
- Куценко, Я. «Золотые килограммы» (1968)
- Куценко, Я. «В жизни и спорте» (1975)
- Куценко, Я. «В большом троеборье»
- Куценко, Я. «Сила, здоровье, красота»